# Gare d'Újkér
La gare d'Újkér (en hongrois : Újkér vasútállomás) est une halte ferroviaire hongroise, située à Újkér.